# 런던 월

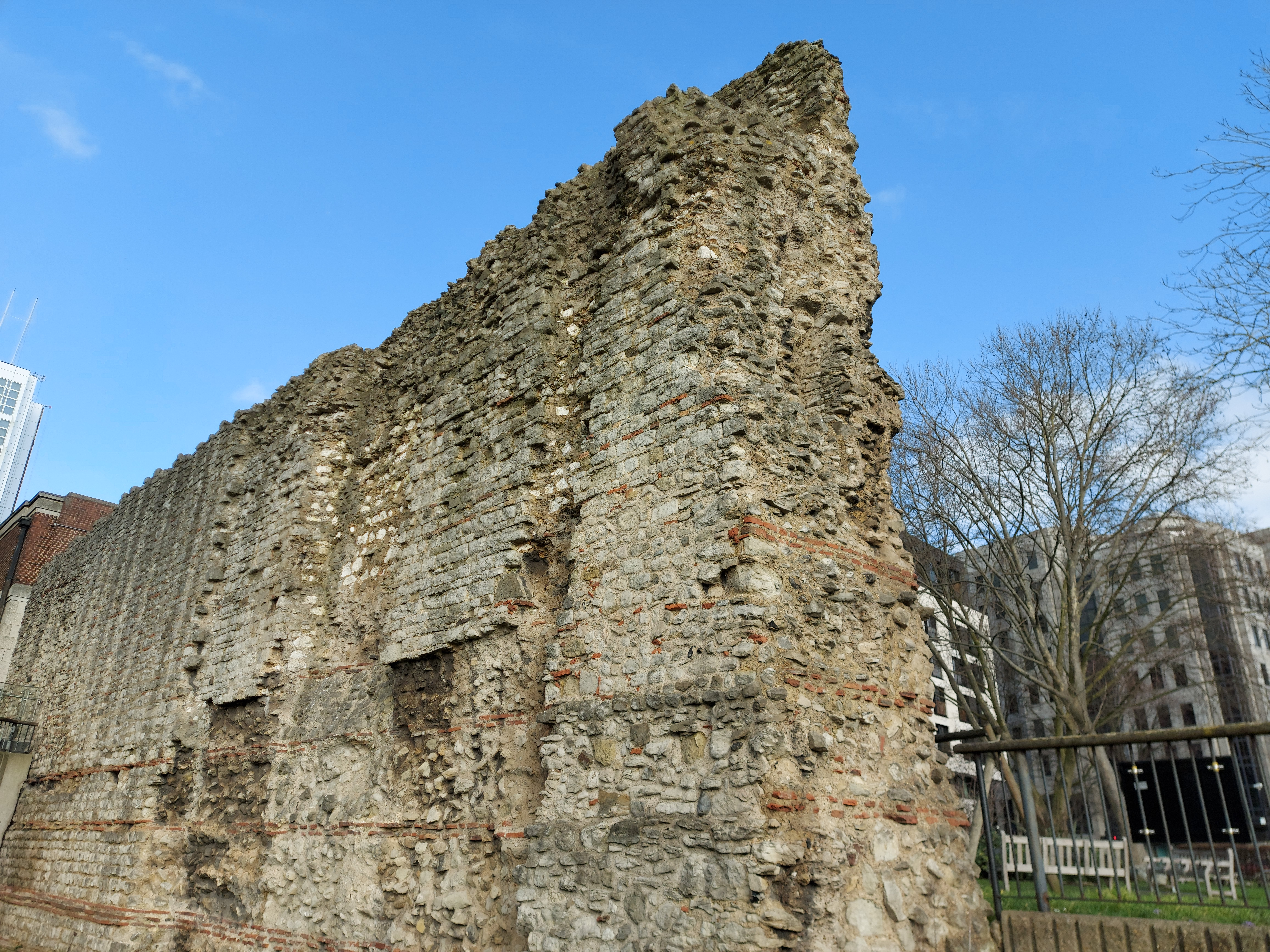
런던 월

런던 월(London Wall)은 오늘날의 시티오브런던을 보호하던 읍성이 허물어지고 그 성곽 일부만 남아있는 유적이다. 런던에 읍성이 세워진 것은 2세기 말-3세기 초 로마 제국 시절 템즈강변의 론디니움 주위로 성곽을 쌓은 때까지 거슬러 올라간다. 런던 읍성은 중세를 거쳐 18세기까지 유지되다가, 근대에 들어 도시가 확장되면서 그 수요에 따라 허물어졌다. 오늘날 런던 읍성은 군데군데 남은 성곽이나 보루 등의 읍성 시설들이 현대적 건축물들과 공존하는 형태로 남아 있다.